# Ханджі Зое
Ханджі Зое (ハンジ・ゾエ) — персонаж манґи Ісаями Хаджіме «Атака Титанів» та однойменної анімеадаптації. Головна дослідниця титанів, колишня лідерка 4-того загону Розвідкорпусу. Після смерті Ервіна Сміта — 14-та Головнокомандуюча Розвідкорпусу.
Ви хоча б розумієте, чому ми, Розвідкорпус, проливаємо свою кров? Тому що ми хочемо повернути свободу! Свободу, яку у нас забрали титани!. Ми готові заради цього покласти свої життя.
— Ханджі Зое до Пастора Ніка

## Характер
Ханджі рішуча та прагматична, а в екстремальних ситуаціях виявляє залізну витримку. Хороший тактик та стратег, природжена лідерка. Ханджі відкрита людина з хорошим почуттям гумору, проте буває надто нав'язливою. Проявляє фанатичну зацікавленість природою титанів, через що оточуючі вважають її божевільною.

## Сюжет

#### До основних подій
Про минуле Ханджі майже нічого невідомо. У манзі говориться лише про те, що довгий час вона щиро ненавиділа титанів, поки одного разу не помітила, що вбитий титан мав неприродні пропорції та вагу. Тоді Ханджі зацікавилася будовою їхніх тіл та взялася за перші дослідження.

#### Арка «Жіноча особина»
Ханджі разом із Майком Закаріусом проводжає заарештованого Ерена Єгера до зали суду, дорогою балакаючи на різні теми. Перед входом до зали вона різко зупиняється та говорить про те, що у них немає іншого вибору, крім як довіритись Ерену.
Була присутня під час засідання суду разом із Розвідкорпусом та стала свідком побиття Ерена капітаном Леві Аккерманом. Після засідання надала Ерену медичну допомогу та засудила жорстокість Леві. Водночас першою помітила, що на місці вибитого зуба Ерена виріс новий.
Пізніше, коли Ерена доставляють в колишню штаб-квартиру Розвідкорпусу, Ханджі розказує йому про свої дослідження. Ерен виявляє зацікавленість, тому вона розповідає про експерименти із титанами, який вдалося піймати під час останньої вилазки. Це займає всю ніч. Коли Ханджі хотіла розказати про щоденник Ільзи Лангар, посланець перериває розмову новиною про те, що піддослідні титани були вбиті. Ханджі б'ється в істериці, адже цінні зразки втрачені.
Вона керує експериментами над титанічною формою Ерена. Коли йому не вдається перетворитися у титана за власним бажанням, Ханджі розчаровується, та коли Ерену вдається створити руку титана, своїм захватом Ханджі ламає напружену атмосферу між ним та командою Леві. Помітивши ложку, що була стиснута в долоні титанічної руки, Ханджі робить висновок, що для трансформації потрібне не лише фізичне пошкодження, а й конкретна ціль (захистити друзів, закрити прохід, підняти ложку). З'являється гіпотеза, що саме цей фактор напряму пов'язаний із природою титанів.
Під час операції захоплення Жіночої особини можна побачити, як Ханджі запускає Зброю Захоплення Цілі, яке до цього сама ж і створила. Як виявилося, вона була однією з небагатьох солдатів Розвідкорпусу, хто знав про справжню суть операції.
Під час бійні у Стохесі Ханджі знову використовує Зброю Захоплення Цілі, але після її про експерименти, Жіноча Особина виривається та тікає. Після цього вона наказує розділитися та оточити площу, на якій билися Ерен та Енні.
Після перемоги Ханджі наказує перемісти кристал із Енні у підземелля. Вона першою помічає, що Енні пошкодила верхній шар стіни Сіна, всередині якої виявився титан. Тоді Ханджі припускає, що титани можуть знаходитися по всьому периметру стін. Тоді з'являється Пастор Нік та благає не дозволити потрапляння сонячного світла на титана. Ханджі наказує, аби титана закрили тканиною, яка не буде пропускати сонячне світло.
Опісля вона разом із Пастором піднялася на стіну, де вимагала пояснити свої слова, проте Нік не бажав говорити. Ханджі навіть почала погрожувати скинути його зі стіни, та це не налякало Пастора Ніка.

## Цікаві факти
- Ханджі не переймається своєю зовнішінстю;
- В інтерв'ю Ісаяма сказав, що Ханджі має настільки поганий зір, що без окулярів не може відрізнити Жана від Райнера;
- У 72 розділі Марлен говорить про те, що Ханджі була закохана в Кіта Шадіса;
- Коли Ханджі запитали про те, яким вона уявляє ідеального напарника, вона відповіла: «Я думаю, що це повинна бути людина, яка не надто переймається тим, що я не звертаю на неї уваги».